# Mannen med järnmasken (film, 1998)
Mannen med järnmasken (originaltitel: The Man in the Iron Mask) är en amerikansk långfilm i regi av Randall Wallace från 1998.
Den utspelar sig vid Ludvig XIV:s hov, de tre musketörerna och bygger vidare på ett kapitel romanen Le Vicomte de Bragelonne ou Dix ans plus tard av Alexandre Dumas d.ä..

## Handling
De tre musketörerna har skingrats efter att kungen har upplöst deras vaktstyrka. Aramis, som är präst, har av kungen fått i uppdrag att uppspåra och fånga in Jesuiternas ledare. Uppdraget kompliceras av att det är han själv som är den eftersökte. Athos sörjer sin döda fru, samtidigt som hans son har blivit soldat och skickas ut på slagfältet medan kungen siktar på att få ta över hans fästmö. Portos, som är livsnjutare och kvinnotjusare börjar känna av sin ålder. D'Artagnan
Det blir alltmer tydligt att kungen är fel man för sin ställning, och de tre musketörerna  bestämmer sig för att sätta en plan i verket. Eftersom de vet att mannen med järnmasken är kungens tvillingbror tänker de befria honom och byta ut honom mot kungen. 

## Rollista i urval
| Leonardo DiCaprio | – Kung Ludvig XIV     |
| Leonardo DiCaprio | – Philippe            |
| Gabriel Byrne     | – D'Artagnan          |
| Jeremy Irons      | – Aramis              |
| John Malkovich    | – Athos               |
| Gérard Depardieu  | – Porthos             |
| Anne Parillaud    | – Drottningmoder Anne |
| Judith Godrèche   | – Christine           |
| Peter Sarsgaard   | – Raoul               |
| Edward Atterton   | – Löjtnant André      |
| Hugh Laurie       | – Pierre              |

## Litterär förlaga
Filmen bygger liksom två tidigare filmer med samma titel på en berättelse ur Alexandre Dumas trilogi om ”De tre musketörerna”. Dumas har i sin tur byggt just den berättelsen på en legend som växte fram i slutet av 1700-talet kring en fånge som innan den franska revolutionen alltid försågs med en ansiktsmask i svart sammet när han lämnade sin cell. Mannens identitet förblev okänd, men en populär teori var att det var kungens okända tvillingbror som på detta sätt hade gömts undan. I de berättelser som frodades kring mannen byttes ansiktsmasken ut mot en järnmask.